# Liste der Mitglieder des Württembergischen Landtages 1920 bis 1924
1919 bis 1920 |
1920 bis 1924 |
1924 bis 1928 |
1928 bis 1932 |
1932 bis 1933 |
1933
Diese Liste gibt einen Überblick über die Mitglieder des Landtags des freien Volksstaates Württemberg in der 1. Legislaturperiode von 1920 bis 1924.
Personen, die erst im Laufe der Legislaturperiode Mitglied wurden, sind eingerückt dargestellt.

## A
- Oscar Adolf Adorno (Zentrum)
- Josef Andre (Zentrum)

## B
- Gottlob Baumgärtner (WBWB)
- Ludwig Baur (Zentrum)
- Wilhelm Bazille (Bürgerpartei/DNVP)
- Gustav Beißwänger (Bürgerpartei/DNVP)
- Wilhelm Beißwenger (WBWB)
- Theodor Bickes (DVP)
- Wilhelm Blos (SPD)
  - Wilhelm von Blume (DDP) nachgerückt am 1. August 1922 für Theodor Liesching
- Lorenz Bock (Zentrum)
- Eugen Bolz (Zentrum)
- Georg Braig (Zentrum)
- Peter Bruckmann (DDP)

## D
- - Josef Dangel (Zentrum) nachgerückt am 10. Juli 1923 für Eugen Graf
- Wilhelm Dingler (WBWB)

## E
- Gottlob Egelhaaf (DVP)
- Wilhelm Eggert (SPD)
- Ella Ehni (DDP)
  - Josef Ehrhart (Zentrum) nachgerückt am 14. April 1921 für Oskar Farny
- Wilhelm Ehrle (USPD)
  - Johannes Eisele (DDP) nachgerückt am 21. Februar 1923 für Johann Löchner

## F
- Oskar Farny (Zentrum) ausgetreten am 23. März 1921, nachgerückt ist Josef Ehrhart
- Karl Fausel (USPD)
  - Theodor Fischer (Bürgerpartei/DNVP) nachgerückt am 18. Oktober 1920 für Theophil Wurm
- Fritz Flad (DDP)
- Josef Fürst (Bürgerpartei/DNVP)

## G
- Sebastian Ganser (Zentrum)
- Karl Gengler (Zentrum)
- Friedrich Göhring (SPD)
- Eugen Graf (Zentrum) verstorben am 7. Mai 1923, nachgerückt ist Josef Dangel
- Johannes Groß (Zentrum)

## H
- Gustav Hanser (Zentrum)
- Christian Hartmann (DVP)
  - Karl Hausmann (DDP) nachgerückt am 28. Januar 1921 für Otto Wölz
- Conrad Haußmann (DDP) verstorben am 11. Februar 1922, nachgerückt ist Karl Kübler
- Otto Henne (DDP)
- Berthold Heymann (SPD)
- Johannes von Hieber (DDP)
- Emilie Hiller (SPD)
- Hermann Hiller (Bürgerpartei/DNVP)
- Ernst Hornung (WBWB)
- Ferdinand Hoschka (USPD)

## K
- Wilhelm Keil (SPD)
- Josef Keller (Zentrum)
- Gottfried Kinkel (USPD)
- Johann Klein (WBWB)
- Klara Klotz (Bürgerpartei/DNVP)
- Theodor Körner (WBWB)
  - Karl Kübler (DDP) nachgerückt am 21. Februar 1922 für Conrad Haussmann
- Aloys Küchle (Zentrum)
- Jakob Kurz (SPD)

## L
- Theodor Leipart (SPD) ausgetreten am 14. Februar 1921, nachgerückt ist Erwin Nesper
- Theodor Liesching (DDP) verstorben am 25. Juli 1922, nachgerückt ist Wilhelm von Blume
- Eduard Lins (Zentrum)
- Johannes Löchner (DDP), durch Herzinfarkt während seiner Landtagsrede verstorben am 13. Februar 1923, nachgerückt ist Johannes Eisele

## M
- Anton Maier (USPD)
- Jakob Melchinger (WBWB)
- Gottlieb Mezger (SPD)
- Philipp Mittwich (USPD)
- Paul Möhler (Zentrum)
- Max von Mülberger (DDP)
- August Müller (WBWB)
- Carl Müller (USPD)
- Friedrich Müller (Bürgerpartei/DNVP)

## N
- Rudolf Naser (WBWB)
  - Erwin Nesper (SPD) nachgerückt am 22. Februar 1921 für Theodor Leipart

## O
- - Gottlob Obenland (WBWB) nachgerückt am 15. Dezember 1922 für Albert Rapp

- Karl Oster (SPD)

## P
- Albert Pflüger (SPD)
- Mathilde Planck (DDP)
- August Pollich (Zentrum)

## R
- Albert Rapp (WBWB) ausgetreten am 4. Dezember 1922, nachgerückt ist Gottlob Obenland
- Friedrich Reeber (USPD)
- Ernst Reichle (SPD)
- Luise Rist (Zentrum)
  - Anton Ritter (Zentrum) nachgerückt am 21. März 1921 für Joseph Schuler
- Jakob Roßmann (DVP)
- Emil Roth (DDP)
- Jonathan Roth (WBWB)
- Karl Ruggaber (SPD)

## S
- Adolf Scheef (DDP)
- Christian Schepperle (USPD)
- Max Schermann (Zentrum)
- Gottlieb Schmid (WBWB)
- Jakob Schnebele (WBWB)
- Karl Schneck (USPD)
- Ernst Schott (Bürgerpartei/DNVP)
- Emil Schuler (USPD)
- Joseph Schuler (Zentrum) ausgetreten am 9. März 1921, nachgerückt ist Anton Ritter
- Friedrich Siller (Bürgerpartei/DNVP)
- Johann Sommer (Zentrum)
- Emil Speich (USPD)
- Karl Sperka (SPD)
- Franz Xaver Spieß (DDP)
- Otto Steinmayer (SPD)
- Johannes Stetter (USPD)
- Wilhelm Ströbel (WBWB)

## T
- Wilhelm Taxis (WBWB)

## U
- Fritz Ulrich (SPD)

## V
- Fritz Varnholt (DDP)
- Friedrich Vogt (WBWB)

## W
- Karl Walter (Zentrum)
- Jakob Weber (Zentrum)
- Fritz Wider (Bürgerpartei/DNVP)
- Friedrich Winker (SPD)
- Theodor Wolff (WBWB)
- Otto Wölz (DDP) ausgetreten am 6. Januar 1921, nachgerückt ist Karl Hausmann
- Theophil Wurm (Bürgerpartei/DNVP) ausgetreten am 30. September 1920, nachgerückt ist Theodor Fischer

## Z
- Christian Zentler (WBWB)
- Hans Ziegler (USPD)